# Asketria
Asketria is een geslacht van vlinders van de familie bladrollers (Tortricidae), uit de onderfamilie Olethreutinae.

## Soorten
- A. kenteana (Staudinger, 1892)
- A. kerzhneri Kuznetsov, 1972
- A. lepta Falkovich, 1964